# هنری بوورمن فوت
هنری بوورمن فوت (انگلیسی: Henry Bowreman Foote; ۵ دسامبر ۱۹۰۴ – ۱۱ نوامبر ۱۹۹۳) فرد نظامی اهل هند بود. وی همچنین برندهٔ جوایزی همچون صلیب ویکتوریا شده‌است.